# Форкадос (река)
Форкадос (англ. Forçados) — река в Нигерии.  Является одним из рукавов Нигера, используемым для судоходства с начала XX века. Форкадос пересекает дельту Нигера с запада на восток в штате Дельта.
Её истоком считается раздвоение Нигера на Нун и Форкадос в 32 км к югу от населённого пункта Або. Форкадос, протекая через редконаселённые болотистые области и мангровые заросли, впадает в Атлантический океан к востоку от залива Бенин, западнее порта Варри. Длина реки приблизительно равна 198 км. Притоки Форкадоса — реки Асе, Орери и Варри (правые притоки)
Форкадос пересекает населённые пункты Бурутц, Патани, Сагбама, Бомади.
В устье реки расположен нефтеналивной терминал Shell.